# Pump Technology Solutions PS
Die Pump Technology Solutions PS GmbH ist ein deutsches Unternehmen in der Automobilindustrie mit Sitz in Berlin. Das auf Lenkhelf- und Getriebepumpen spezialisierte Unternehmen, welches mit der Marke Evamo auftritt, verfügt über Standorte in Schwäbisch Gmünd, Nanjing, Sorocaba und Livonia, wobei in der gesamten Gruppe rund 1000 Mitarbeiterinnen und Mitarbeiter beschäftigt sind.

## Geschichte
Die Pump Technology Solutions PS GmbH ist ein 2021 neugegründetes Unternehmen, welches aus der Ausgliederung des Pumpengeschäfts der Robert Bosch Automotive Steering GmbH entstanden ist. Zuvor war die Entwicklung, Herstellung und Produktion der Lenkhelf- und Getriebepumpen Bestandteil des Joint Ventures zwischen der ZF Friedrichshafen AG und der Robert Bosch GmbH namens ZF Lenksysteme GmbH, welche 2015 dann schließlich zu 100 % an die Bosch-Gruppe überging. Begonnen hat die Geschichte ab 1932 im ZF-Konzern, welcher in 1964 mit durchschlagendem Erfolg eine Flügelzellenpumpe entwickelte und damit den Grundstein des heutigen Pumpengeschäfts legte.
Seit Februar 2022 ist die Pump Technology Solutions PS GmbH mit der Marke Evamo Teil der Portfoliounternehmen von Fidelium Partners.

## Standorte
Die Pump Technology Solutions Gruppe AG unterhält folgende Niederlassungen und Tochterunternehmen (Stand Januar 2023):
- Pump Technology Solutions PS GmbH (Berlin und Schwäbisch Gmünd, Deutschland)
- Evamo Pump Technology Solutions (Nanjing) Co., Ltd. (Nanjing, China)
- Pump Technology Solutions (US) LLC. (Livonia, USA)
- Tecnologia de Bombas Automotivas Do Brasil Ltda. (Sorocaba, Brasilien)

## Produkte
Das Unternehmen stellt Lenkhelf- und Getriebepumpen für unterschiedlichste Anwendungen - überwiegend im On-Highway-Umfeld her, worunter Nutzfahrzeuge, Pkw und Busse gehören, aber auch für Spezialanwendungen wie Mobilkräne und weitere Baumaschinen- und Konstruktionsanwendungen.